# Église Santa-María de Retortillo
L'église Santa María de Retortillo est une église chrétienne catholique-romaine de style roman située à Retortillo, Municipalité de Campoo de Enmedio, en Cantabrie (Espagne). 
L'église est construite sur les ruines de l'ancienne cité romaine de Julióbriga. Sa construction débute à la fin du XIIe siècle et elle n'a guère évolué depuis.

## Description
Son abside est composée de trois lignes verticales séparées par des colonnes jumelles qui reposent sur de petits contreforts et des arcades dans le presbytère. Le clocher-mur comprend des arcs brisés, deux à l'étage inférieur et un à l'étage supérieur. Cette disposition des cloches est très caractéristique des églises du sud de la Cantabrie.
Il est possible de distinguer la main de deux maîtres-sculpteurs ayant travaillé dans l'église Santa-María de Retortillo. D'un côté, il y a des tailles grossières dans les tasseaux et dans les chapiteaux des arcades et des fenêtres, et de l'autre côté, il est possible de voir un travail de meilleure qualité sur les chapiteaux des arcs. Ces dernières sculptures constituent les meilleures exemples, avec celles de l'église Santa María de Piasca et de la collégiale de Santillana del Mar, de la sculpture romane en Cantabrie.

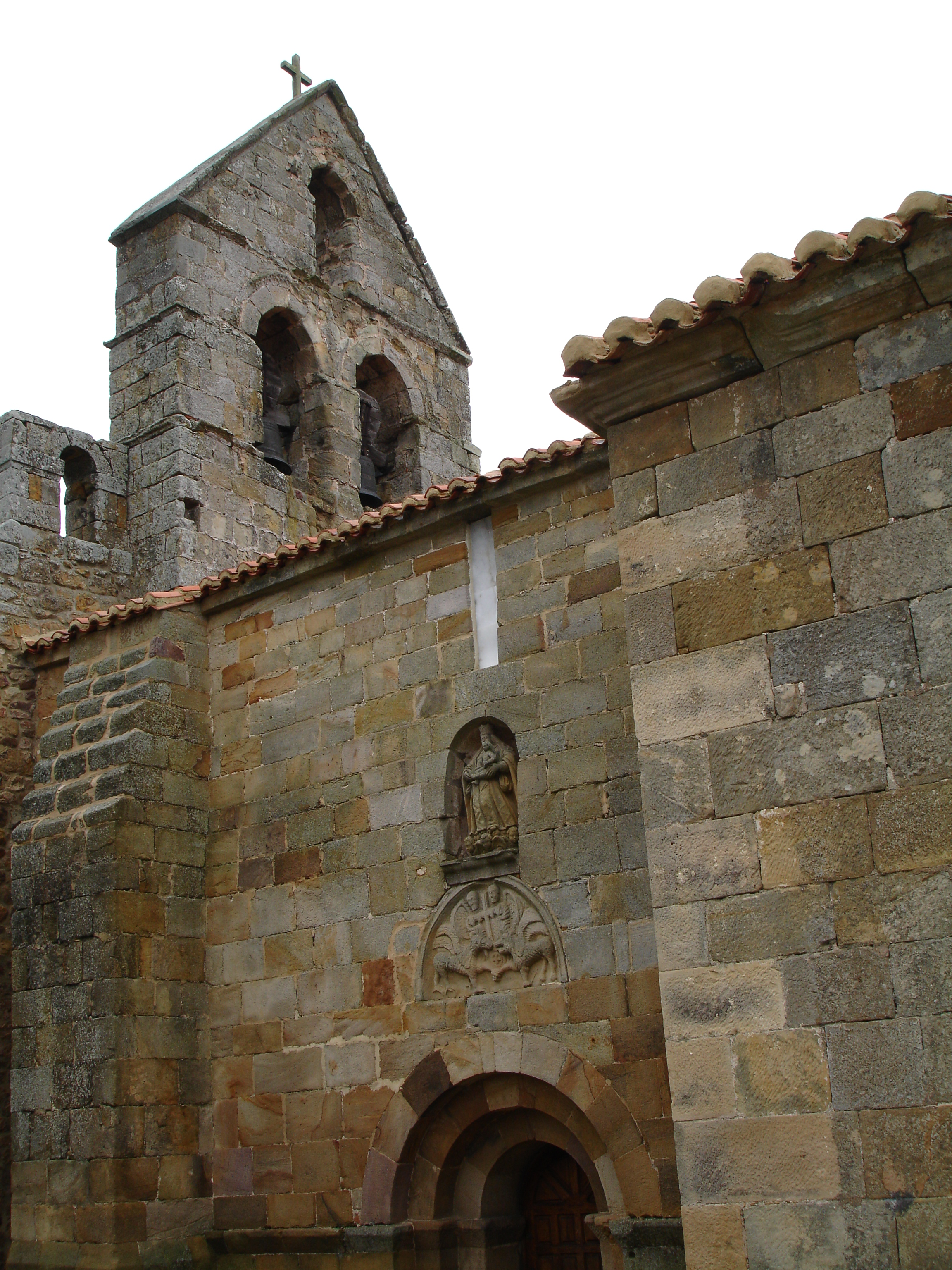
Détail de la façade sud de l'église romane de Santa Maria de Retortillo.
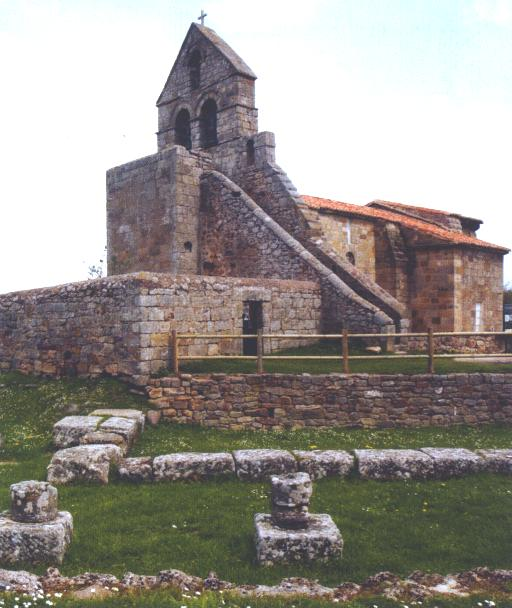
Église de Santa Maria de Retortillo avec des vestiges au premier plan.